# Aigle Azur
Aigle Azur (Эгль Азю́р, фр. «лазурный орёл») — закрытая в 2019 году французская авиакомпания, выполнявшая регулярные и чартерные пассажирские перевозки в странах Европы и Северной Африки. Базировалась в аэропорту Орли. 

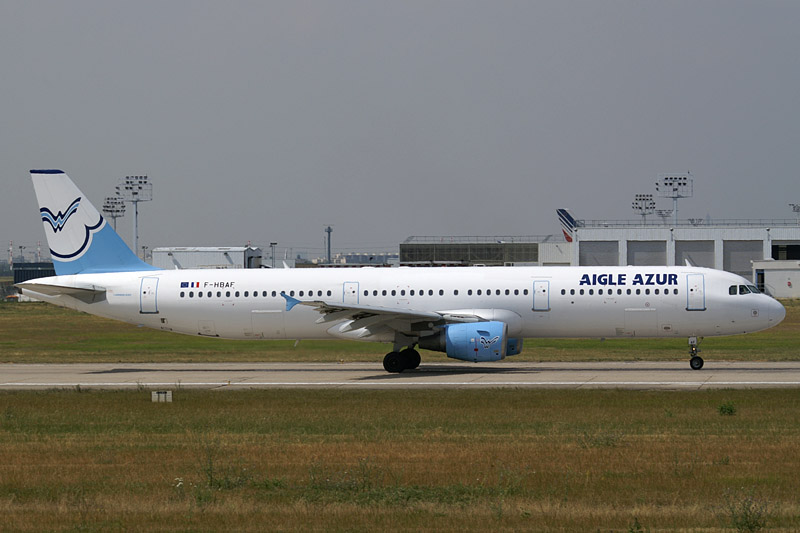
Aigle Azur A321 F-HBAF

## История
Авиакомпания была основана в послевоенной Франции в апреле 1946 года. В эксплуатации были самолёты Douglas DC-3. Авиакомпания объявила о банкротстве 6 сентября 2019 года. 

## Маршрутная сеть
Авиакомпания была сосредоточена в первую очередь на выполнении регулярных рейсов из Франции в Алжир, а также Мали, Тунис, Португалию (Фару) и Москву. С 27 июля 2012 года по октябрь 2014 года авиакомпания выполнняла регулярные рейсы из Парижа (аэропорт Орли) в Москву, аэропорты Домодедово и Внуково. Позже рейсы были приостановлены. С 2019 года выполняла 2 регулярных рейса в неделю в киевский аэропорт Борисполь.

## Флот
| Самолёт     | В эксплуатации | Заказано | Пассажиры |
| ----------- | -------------- | -------- | --------- |
| Airbus A319 | 2              | —        | 144       |
| Airbus A320 | 9              | —        | 174       |
| Итого       | 11             |          |           |

На май 2017 года средний возраст авиапарка составляет 9,2 лет.